# Johann Benjamin Thomae
Johann Benjamin Thomae (Pesterwitz, 23 gennaio 1682 – Dresda, 8 marzo 1751) è stato uno scultore ed ebanista tedesco.

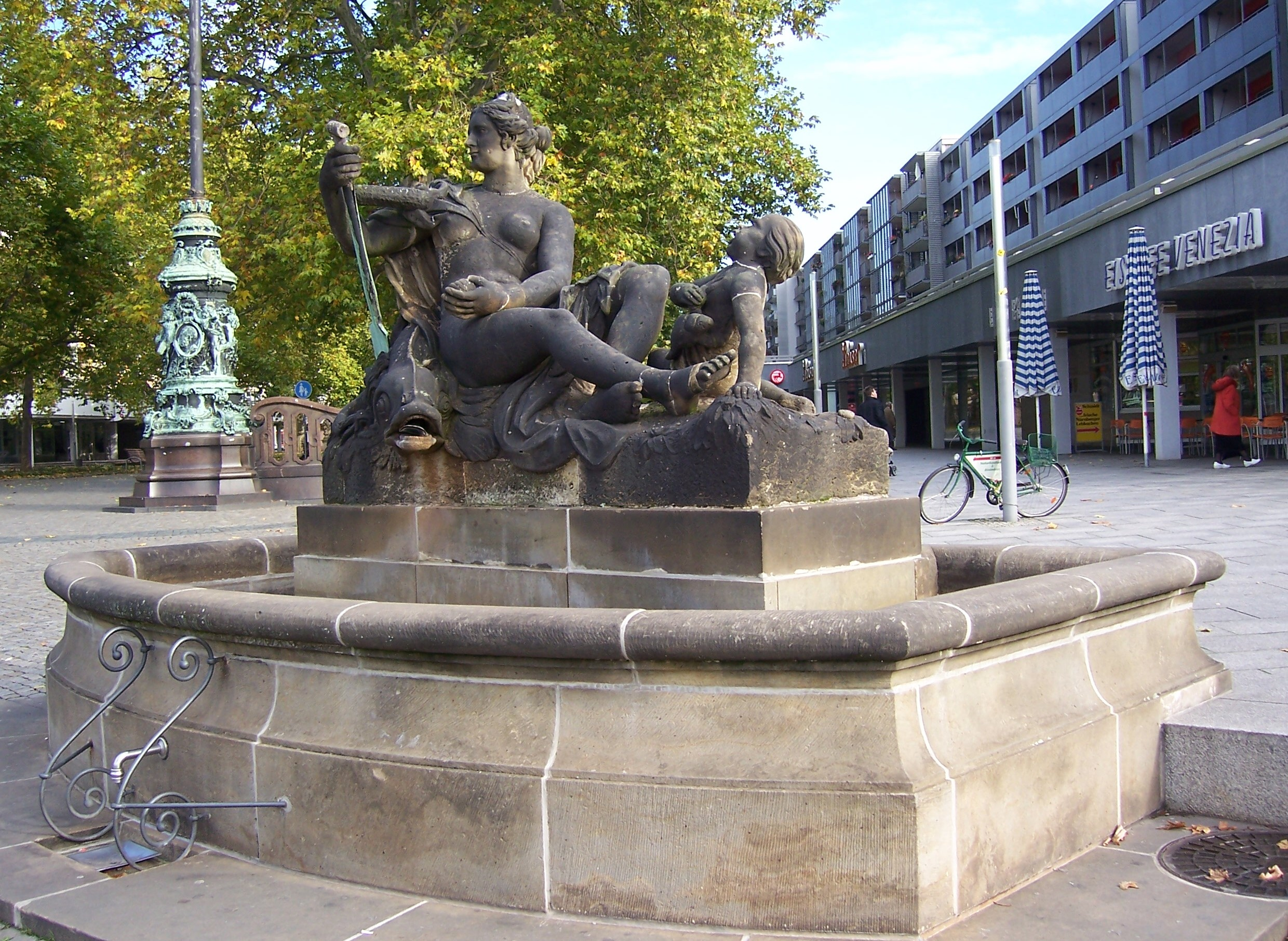
Fontana della ninfa sul Neustädter Markt di Dresda.

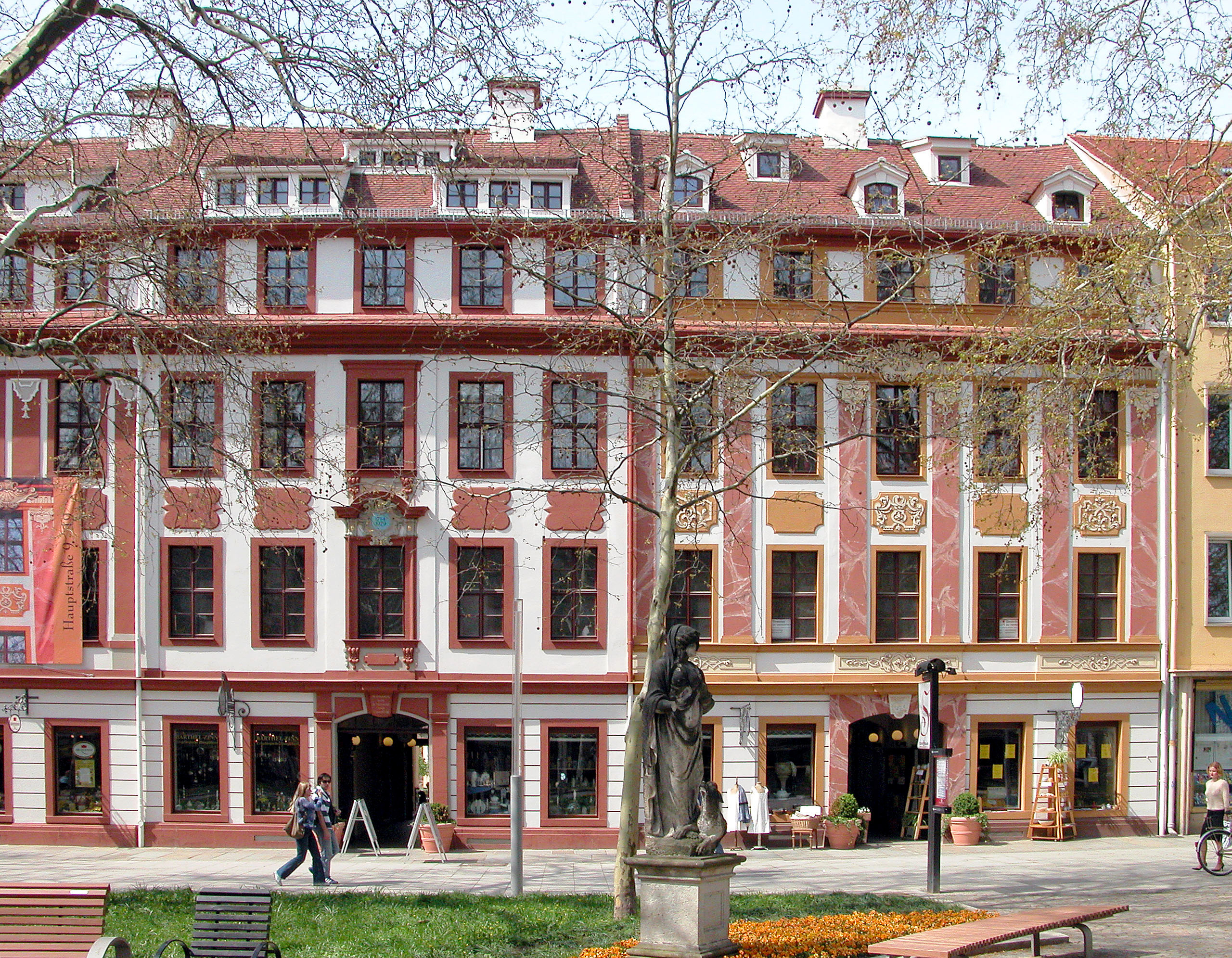
Dresden-Neustadt, Hauptstrasse 17 (e 19). La casa di Benjamin Thomae e Gottfried Knöffler.

Nel 1712 lavorò per Balthasar Permoser alla decorazione plastica dello Zwinger di Dresda. Nello stesso anno divenne scultore di corte a Dresda. Nel 1720 acquisì la cittadinanza della città sassone.

## Opere
Nel 1719 realizzò le figure per il Palazzo Taschenberg e il teatro dell'opera allo Zwinger e nel 1723 il portale della Weinbergkirche a Pillnitz. Nel 1728 creò il medaglione per Augusto il Forte presso l'Accademia dei Cavalieri e il trofeo per il Kurländer Palais, oltre al fregio del frontone del palazzo giapponese nel 1733.
Realizzò i modelli per l'altare, il pulpito, l'organo e i confessionali della Frauenkirche e nel 1738 l'altare della Dreikönigskirche. Alla fine degli anni 1730 si occupò anche dei lavori interni della Bartholomäuskirche a Röhrsdorf. Nel 1742 lui e il suo allievo, Johann Gottfried Knöffler crearono le fontane delle ninfe sul Neustädter Markt. Una di queste fontane si trovava all'angolo del municipio di Neustädter. L'allievo di Thomae, Knöffler, sposò sua figlia Sophie Charlotte.
Anche il fonte battesimale nella chiesa della Santissima Trinità a Schmiedeberg è una delle sue opere.
A Dresda al suo nome è dedicata la Thomaestrasse, nel quartiere di Johannstadt, che da Striesener Strasse conduce alla Trinitatiskirche. C'è un Johann-Benjamin-Thomae-Weg nel luogo della sua nascita, Pesterwitz.